# Бухтумур
Бухтуму́р — деревня в Эхирит-Булагатском районе Иркутской области России. Входит в Ахинское муниципальное образование. 

## География
Находится на правом берегу реки Куды, в 4 км к юго-западу от центра сельского поселения, села Ахины, и в 61 км к северу от районного центра, посёлка Усть-Ордынский.

## Население
| 2002 | 2010 | 2011 | 2012 |
| ---- | ---- | ---- | ---- |
| 57   | ↘49  | →49  | →49  |

По данным Всероссийской переписи, в 2010 году в деревне проживало 49 человек (23 мужчины и 26 женщин).